# Ахмед аль-Хайба
Ахмед аль-Хайба (д/н — 1762) — 5-й емір Бракни в 1728—1762 роках.

## Життєпис
Походив з династії ульд-абддалах, гільки ульд-нормах. Син еміра Мухаммад аль-Хайба. після смерті батька 1728 року посів трон. З самого початку стикнувся з повстанням берберських племен, невдоволених податками. Після запеклої боротьби частина берберів (відомих як марабути) мігрувала до емірату Адрар.
1758 року виступив проти Мухтара ульд Амара. еміра Трарзи, але зазнав поразки. Вимушений був визнати зверхність останнього. Це підірвало авторитет ульд-нормах,. Проти нього повстав шейх Мухтар ульд Мухаммада, очільник клану ульд-сієд. Той захопив землі між Гімі та озером Аллег і до Чамами, ставши фактично незалежним. Спроби його приборкати виявилися марними.
Помер емір Ахмед аль-Хайба в лютому 1762 року. Йому спадкував син Алі ульд Ахмед.